# Marten (Musiker)
Marten (geboren als Martin Furtlehner in Ardagger) ist ein österreichischer Musiker, der in Wien lebt.

## Karriere
Martin Furtlehner begann seine musikalische Karriere im Teenageralter und trat zunächst als Cover-Musiker in diversen Formationen bei "Hochzeiten, Bällen und anderen Abendveranstaltungen" auf - unter anderem mit der Eventband WoxX, die zusammen mit Schulfreunden aus dem Pop-BORG Linz entstanden ist. Im Jahr 2022 nahm der damals 24-Jährige an der sechsten Staffel der österreichischen Castingshow Starmania teil und belegte den vierten Platz, nachdem er für die freiwillig ausgeschiedene Nadja Inzko nachrückte. Wenig später veröffentlichte er seine Single Der letzte Tanz unter seinem Künstlernamen Marten. Im Oktober 2024 erschien sein erstes Album Eigene Art beim Musiklabel DIEgital Records. Seinen Sound bezeichnet der Niederösterreicher selbst als "modern Mundart".
Privat befindet sich Furtlehner im letzten Ausbildungsjahr seines Medizinstudiums und arbeitet in einer Klinik. Sein Vater ist der Liedermacher Reinhard Furtlehner.

## Diskografie

### Alben
- 2024: Eigene Art (DIEgital Records)

### Singles
- 2022: Der letzte Tanz
- 2022: Off Script
- 2023: Eigene Art
- 2023: Fümstar
- 2023: Bunte Vögel
- 2024: Nikotinflash
- 2024: Gnuag mit dir
- 2024: Teilzeitliebe
- 2024: Daham
- 2025: Der Forscher (Coldplay Cover)
- 2025: In deiner neich'n Wohnung
- 2025: Wos san ma donn

### Als Gastmusiker
- 2023: Flunkyball (Fräulein Peter feat. Marten)